# Zwergglattwal
Der Zwergglattwal (Caperea marginata) ist der kleinste aller Bartenwale. Er ist selten und kaum bekannt. Wegen gewisser Ähnlichkeiten wird er manchmal in die Familie der Glattwale eingerechnet; da er insgesamt aber zu sehr von diesen abweicht, wurde für ihn eine eigene Familie, die Neobalaenidae aufgestellt. Forschungen aus dem Jahre 2012 zufolge ist er der letzte Überlebende der Cetotheriidae, einer Bartenwalfamilie in der alle anderen Arten ausgestorben sind.

## Merkmale
Mit einer Länge von höchstens 6,1 m bei Männchen und 6,4 m bei Weibchen und einem Gewicht von bis zu drei Tonnen ist der Zwergglattwal für einen Bartenwal ungewöhnlich klein. Die Farbe ist schwarz bis dunkelgrau. Mit den Glattwalen verbinden ihn der überdimensionale Kopf und der bogenförmige Unterkiefer. Es gibt allerdings auch markante Unterschiede: Der Zwergglattwal hat eine Rückenfinne und ansatzweise erkennbare Kehlfurchen, beides typische Merkmale der Furchenwale. Während er also zum Teil zwischen Glatt- und Furchenwalen zu vermitteln scheint, gibt es wiederum andere Charakteristika, die ihn einmalig unter den Walen machen. Hierzu gehört die Anzahl von 34 Rippen, mehr als bei jeder anderen Walart. Besonders machen ihn auch seine schlanken Flipper.

## Verbreitung

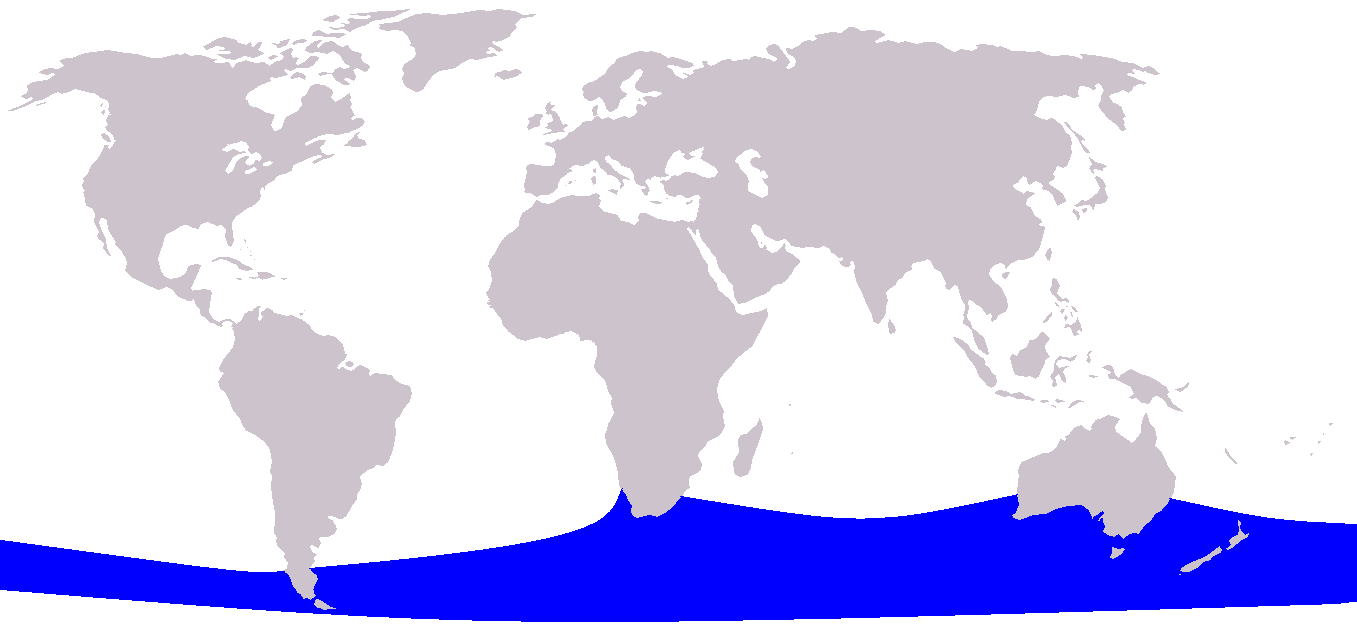
Verbreitungsgebiet

Der Zwergglattwal lebt in gemäßigt-kalten Meeren der Südhalbkugel. Da dieser Wal so selten ist, gibt es keine endgültige Klarheit über sein Verbreitungsgebiet. Gesehen wurde er in Meeren in der Nähe Tasmaniens, Neuseelands, Südafrikas und der Falklandinseln.

## Lebensweise
Über die Lebensweise ist wenig bekannt. Wie die Glattwale scheint der Zwergglattwal ein langsamer Schwimmer zu sein, der sich gerne zu sozialen Verbänden zusammenschließt. In einem Fall wurde eine Gruppe von acht Zwergglattwalen beobachtet. Die Nahrung sind durch die Barten gefilterte Kleinstorganismen wie zum Beispiel Ruderfußkrebse.

## Systematik
Der Zwergglattwal wurde 1846 durch den britischen Zoologen John Edward Gray unter der Bezeichnung Balaena marginata erstmals wissenschaftlich beschrieben. 1864 führte er die Gattung Caperea ein, zunächst noch als Untergattung von Balaena, und 1873 stellte er die Familie Neobalaenidae auf, die heute eine Unterfamilie (Neobalaeninae) der Cetotheriidae ist, einer bis auf den Zwergglattwal ausgestorbenen Bartenwalfamilie.

## Sonstiges
Vor allem durch die im Frühling und Sommer an den Südküsten Australiens, Tasmaniens und Südafrikas geschwemmten Kadaver ist der Zwergglattwal bekannt geworden. Dagegen wird er auf dem offenen Meer nur selten gesehen. Da er nie bejagt wurde, geht man davon aus, dass diese Spezies niemals besonders häufig war.